# Lamprotornis elisabeth
Lamprotornis elisabeth е вид птица от семейство Скорецови (Sturnidae).

## Разпространение
Видът е разпространен в Ботсвана, Замбия, Зимбабве, Демократична република Конго, Кения, Малави, Мозамбик, Намибия, Танзания и Уганда.